# Gibon tmavoruký
Gibon tmavoruký, nazývaný také gibon unka (Hylobates agilis), je druh úzkonosé opice z čeledi gibonovití (Hylobatidae). Přirozeně se vyskytuje na Malajském poloostrově, v jižním Thajsku a na ostrově Sumatra. Mezinárodní svaz ochrany přírody druh považuje vlivem vzrůstající ztráty přirozeného prostředí za ohrožený s klesající populací.

## Popis
Gibon tmavoruký je menší druh hominoida, přičemž samci jsou o něco větší nežli samice, s hmotností 5,8 kg u samců a 5,4 kg u samic. Obecné zbarvení srsti nabývá buď černé, anebo okrové formy, přičemž tato dichotomie není vázána na pohlaví. Černá barva srsti pravděpodobně představuje dominantní znak, s tím, že mláďata smíšených párů se rodí s černou srstí, zatímco světle zbarvená mláďata se narodí pouze oběma světlým rodičům. Obočí má u obou pohlaví bílé zbarvení, ale zatímco v případě samců bílé lemování pokračuje dále na tváře, samice mají zbytek obličej černý. Zbarvením i jeho variabilitou se gibon unka podobá gibonovi lar (Hylobates lar), avšak na rozdíl od něj má tmavě zbarvené ruce i nohy.
Gibon tmavoruký je obecně považován za monotypický druh, jenž nevytváří poddruhy, třebaže někdy jsou rozlišovány subspecie H. a. agilis a H. a. unko pro západní a východní populace.

## Biologie
Gibon tmavoruký se vyskytuje v orientální oblasti, areál výskytu je omezen na jižní Thajsko, část Malajského poloostrova a ostrov Sumatra směrem jihovýchodně od jezera Toba. Druh žije především v tropických dipterokarpových lesích, avšak může žít i v jiných typech lesních stanovišť, a to včetně lesů bažinatých nebo horských. V oblasti Národního parku Bukit Barisan Selatan na jižní Sumatře giboni tmavorucí pronikají i do okrajů lesa poblíž lidského osídlení.
Ve stromovém patře tráví giboni většinu času a na zem slézají pouze výjimečně. Hranice území si značí táhlým voláním. Žijí v malých sociálních skupinách, jež bývají tvořeny dospělým párem, mládětem a dospívajícím jedincem. Po dosažení pohlavní dospělosti ve věku asi 8 let se mladí jedinci z domovského území rozptylují. Druh je monogamní a pár spolu zůstává po celý život. Rozmnožování probíhá během celého roku, přičemž po 7 měsících březosti se samici rodí jediné mládě. Jeden pár za život vychová maximálně pět až šest potomků.
Gibon tmavoruký se živí především plody, přičemž preferuje ovoce s vysokým obsahem cukru (fíky). Ve srovnání s gibonem lar je gibon tmavoruký více listožravým druhem, kdy listy představují až 40 % stravy. Naopak hmyz loví pouze výjimečně.

## Ohrožení
Hlavní hrozbu pro tento lesní druh představuje především ztráta přirozeného prostředí následkem těžby dřeva, rozvoje dopravní infrastruktury a přeměny původních lesů na zemědělské oblasti a plantáže pro pěstování olejných palem, kávovníků a dalších užitkových plodin. Jenom mezi lety 1985 až 2007 byla na ostrově Sumatra zlikvidována téměř polovina vhodných stanovišť pro tento druh, přičemž zbývající zalesněné oblasti mají velmi roztříštěnou distribuci. Pevninské populace se zdají být ve srovnání s ostrovními stabilnější, nicméně i v Malajsii a v Thajsku dochází k odlesňování. Vyjma ztráty biotopů se mezi hrozby řadí i lov pro maso nebo obchod se zvířaty. Mezinárodní svaz ochrany přírody (IUCN) hodnotí gibona tmavorukého k listopadu 2020 jako ohrožený druh, s pravděpodobným poklesem populací o více než 50 % za posledních 45 let. Ochrana probíhá ze stran místních zákonů i úmluvy CITES, stejně jako skrze síť národních parků a rezervací, včetně NP Bukit Barisan Selatan. Pro přežití druhu je nicméně třeba zahájit intenzivnější ochranné akce a závisí mimo jiné i na schopnosti místních vlád vymáhat své lokální zákony na ochranu přírody.